# Konongo
Konongo (o Konongo-Odumase) è un centro abitato del Ghana, situato nella Regione di Ashanti.